# كورت والاس
كورت والاس (بالإنجليزية: Kurt Wallace)‏ هو سياسي أمريكي، ولد في 17 يوليو 1957 في ميبلسفيل في الولايات المتحدة. حزبياً، نشط في الحزب الجمهوري. وقد انتخب عضو مجلس نواب ألاباما.